# Тантелен
Тантеле́н или Тентелинг (фр. Tenteling) — коммуна во французском департаменте Мозель региона Лотарингия. Относится к кантону Беран-ле-Форбаш.	

## География
Тантелен расположен в 60 км к востоку от Меца. Соседние коммуны: Бусбаш на севере, Нуссвиллер-Сен-Набор на востоке, Мецен на юго-востоке, Дьеблен на юге, Теден на западе, Фольклен на северо-западе.
Коммуна включает Тантелен и соседний Эбрен.

## История
- Следы древнеримского тракта.
- Тантелен в X—XIII веках принадлежал аббатству Сен-Пьер-о-Ноннен в Меце, с 1300 года — командорам Тевтонского ордена Саарбрюкена, в 1475 году — командорам этого ордена в Бекингена, а впоследствии — шателери Сааргемина. В XVI веке зависел от сеньора Форбаша, рода Гогенфелс-Рейполцкирхен.
- Домен Эбрен появился в XII веке — графскому роду Саарбрюкена. В 1591—1758 годах деревня принадлежала сеньорам де Керпан. В 1758 году присоединилась к герцогству Лотарингия.
- Деревни Тантелен и Эбрен были объединены в 1811 году.

## Демография
По переписи 2008 года в коммуне проживало 994 человека.	

## Достопримечательности
- Церковь Сен-Пьер XIV века, колокольня 1715 года.